# 1046

## Събития
- Въстанието Вата в Унгария се опитва да спре християнизацията на страната